# Ur-du-kuga
Ur-du-kuga (fl. XIX secolo a.C.) è stato un sovrano amorreo dell'antico periodo babilonese.

## Biografia

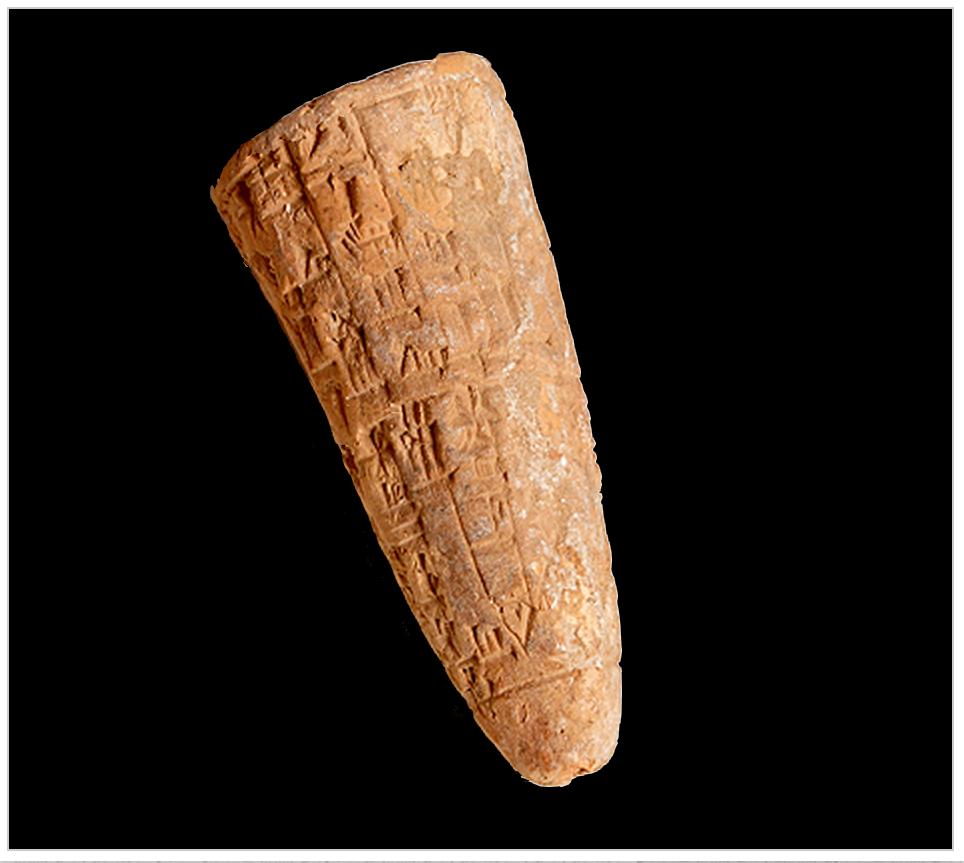
Cono di terracotta del periodo della I dinastia di Isin

Ur-du-kuga, scritto cuneiforme d ur-du 6-ku-ga, rimase in carica negli anni che vanno da circa il 1805 a circa il 1799 a. C., secondo la cronologia bassa o da circa il 1830 a circa il 1828 a. C., secondo la cronologia media , è stato il tredicesimo re della Prima dinastia di Isin e regnò per quattro anni in base alla lista reale sumerica, tre anni secondo la lista dei re di Ur e Isin.
Era il terzo in una sequenza di tre regnanti, la cui appartenenza non è nota. Il loro potere si estendeva su una piccola regione che comprendeva poco più di Isin e la città sacra di Nippur. Probabilmente era un contemporaneo di Warad Sîn di Larsa e Apil-Sin di Babilonia.
Ristabilì il culto di Dagon, un dio della regione centrale dell'Eufrate, che era stato con ogni probabilità introdotto, nella cultura amorrea, dal fondatore della dinastia, Ishbi-Erra.
Ne sono testimonianza i coni che commemoravano la costruzione del tempio della divinità, la Etuškigara, o la sua santa dimora, un evento celebrato anche nel nome del suo ultimo anno di regno. Le iscrizioni sui coni, lo descrivono come il pastore che accumula tutto per Nippur, il supremo agricoltore degli dei An e Enlil , fornitore del Ekur ... .
Tutti questi numerosi titoli testimoniano la sua cura per i santuari di Nippur, per la Ekur, per Enlil, per il tempio di Ešumeša per Ninurta e il tempio Egalmaḫ per Gula, la moglie divina di Ninurta.
Un frammento di mattone proveniente da Isin, porta il suo nome ma l'evento, che probabilmente veniva descritto non ci è pervenuto.
Un'asta a forma di cono commemora la costruzione del tempio di Lulal, figlio della dea Inanna nella città dedicata al culto di Dul-Edena, a nord est di Nippur, sul canale Iturungal.
Lo scavo del canale Imgur-Ninisin viene ricordato nella descrizione di un altro anno del suo regno.

## Reperti archeologici
1. ↑  Collezione Schøyen, MS 1686
2. ↑  Ur-Isin kinglist, tablet MS 1686 line 18.
3. ↑  Cones LB 990, NBC 6110, 6111, 6112.
4. ↑  Brick IB 1337.
5. ↑  Cone IM 95461, ritrovato a Isin.

## Iscrizioni cuneiformi
1. ↑  c. mu e2-dur2-ki-gar-ra ki-dur2 ku3 ki-ag2-ga2-nidda-gan dingir-re-e-ne-er mu-na-du3 Fonte
2. ↑  a. mu i7-im-gur-dnin-in-si-na ba-ba-al Fonte